# Cecilia Martinez (ambientalista)
Cecilia Martínez es directora y co-fundadora de la fundación «Center for Earth, Energy and Democracy». Fue nominada como una de las personas más influyentes en la revista "Time´s Magazine 100 Most Influential People", nominada por el senador Cory Booker de New Jersey por su trabajo en justicia ambiental y regulación climática. Fue nombrada miembro de la Advisory Board en los Estados Unidos bajo la presidencia de Joe Biden, el 5 de septiembre de 2020.

## Educación y carrera
Cecilia Martínez creció en Taos, Nueva México. Relata que creció rodeada de montañas y de ahí surgió su motivación por proteger y cuidar del medio ambiente. Martínez estudió en Stanford University y recibió el grado de Licenciada en ciencia política en 1979. Luego obtuvo el grado de magisteria en Master of Public Administration en 1982 de la New Mexico State University. Posteriormente continuó su educación en la  University of Delaware donde obtuvo un doctorado en «Urban Affairs and Public Policy» durante 1990.
Comenzó su carrera estudiando energía nuclear así como los efectos dañinos de la radiación en comunidades y el medio ambiente. Su trabajo académico empezó en justicia ambiental en comunidades de color. Finalmente, dejó la academia para dedicarse al trabajo en organizaciones de justicia ambiental.

## Justicia y defensa ambiental
Su labor como defensora de la justicia medioambiental ha sido el trabajo de mayor reconocimiento para Martínez. Fue la voz de las comunidades más importantes por el cambio climático y contaminación ambiental.